# Baldovce
Baldovce este o comună slovacă, aflată în districtul Levoča din regiunea Prešov. Localitatea se află la altitudinea de 430 m deasupra n.m., se întinde pe o suprafață de 2,2 km2 și în 2017 număra 174 de locuitori.

## Istoric
Localitatea Baldovce este atestată documentar din 1272.

## Demografie
| An:                | 1994 | 2004   | 2014   | 2024    |
| ------------------ | ---- | ------ | ------ | ------- |
| Număr de persoane: | 213  | 198    | 182    | 159     |
| Diferență:         |      | −7,04% | −8,08% | −12,63% |

| An:                | 2023 | 2024   |
| ------------------ | ---- | ------ |
| Număr de persoane: | 168  | 159    |
| Diferență:         |      | −5,35% |